# Аденостома
Аденосто́ма (лат. Adenostoma) — олиготипный род цветковых растений в составе семейства Розовые (Rosaceae).

## Название
Научное название рода образовано от др.-греч. ἀδήν — «железа» и στόμα — «рот», относится к железистой чашечке цветков.

## Описание
Вечнозелёные кустарники, иногда древовидные. Листья в мутовках, реже очерёдные или неправильно разбросанные, мелкие, цельные, линейные в очертании, жёсткие, иногда смолистые.
Цветки собраны в верхушечную густую метёлку, мелкие, 3—4 мм в диаметре. Венчик белого цвета. Чашечка пятилистная, с 10 линиями, обратноконической формы. Тычинки в числе 10—15, пестик 1.
Плод — семянка, покрытая становящейся жёсткой трубкой чашечки.

## Ареал
Обычная составляющая чапараля, сосново-кипарисовых лесов, пиньоново-можжевёловых редколесий, береговых полынников.
Аденостомы — одни из самых распространённых и характерных видов растений чапараля в Калифорнии. Adenostoma fasciculatum наиболее обычен в южных Береговых хребтах, также распространён в Поперечных и Полуостровных хребтах от округа Мендосино до Нижней Калифорнии, кроме того — на островах Чаннел и в предгорьях Сьерра-Невады. Adenostoma sparsifolium обладает дизъюнктивным ареалом, встречается на изолированных участках на юге Калифорнии и на севере Нижней Калифорнии — от округа Сан-Луис-Обиспо до хребта Сан-Педро-Мартир.

## Значение
Adenostoma fasciculatum используется как антиревматическое и дезинфицирующее, Adenostoma sparsifolium — как рвотное, слабительное и болеутоляющее, листьями натирали места, стёртые седлом у лошади.

## Виды
По информации базы данных The Plant List, род включает 2 вида:
- Adenostoma fasciculatum Hook. & Arn., 1832 — Чамиз
- Adenostoma sparsifolium Torr., 1848